# Alejandro Gomes Rodríguez
Alejandro Jesús Gomes Rodríguez (* 11. März 2008 in Caracas) ist ein englisch-venezolanisch-portugiesischer Fußballspieler, der aktuell bei Olympique Lyon in der Ligue 1 spielt.

## Karriere

### Verein
Gomes Rodríguez begann seine fußballerische Ausbildung beim FC Eastleigh, wo er bis 2022 in der Jugendakademie spielte. Anschließend wechselte er in die Akademie des FC Southampton. Bereits in der Saison 2022/23 kam er im Alter von 14 Jahren zu einem U18-Ligaspiel und einem Pokalspiel. In der Saison 2023/24 spielte er sich im U18-Team fest, traf dort wettbewerbsübergreifend zweimal in zwölf Partien. Zudem stand er bereits beim U21-Team auf dem Platz, wo er in der Premier League 2 und dem Premier League International Cup insgesamt fünfmal spielte und schon einmal traf.
Der als „einer der [für sein Alter] besten Stürmer [Englands]“ bezeichnete Gomes Rodríguez wechselte im Sommer 2024 zu Olympique Lyon, wo er zunächst für die Jugendakademie und den Kader der zweiten Mannschaft vorgesehen war. Dort spielte er auch zunächst, traf insgesamt siebenmal in sieben U19-Partien und war in 15 Partien für die fünftklassige Zweitmannschaft an acht Tore direkt beteiligt. Im Anschluss stand er zunächst in der UEFA Europa League gegen Manchester United im Kader und anschließend auch in der Ligue 1. Sein Profidebüt absolvierte Gomes Rodríguez am 4. Mai 2025 (32. Spieltag), als er bei einer 1:2-Niederlage gegen den RC Lens eingewechselt wurde. Dies blieb neben genannten Einsätzen sein einziger Saisoneinsatz 2024/25.

### Nationalmannschaft
Gomes Rodríguez ist für die Nationalmannschaften Englands, Venezuelas und Portugals spielberechtigt. Er absolvierte bereits viele Partien für verschiedene Nationalmannschaften jeder dieser Nationen. Mit dem englischen U17-Nationalteam spielt er bei der U17-EM 2025.